# ドッグレース

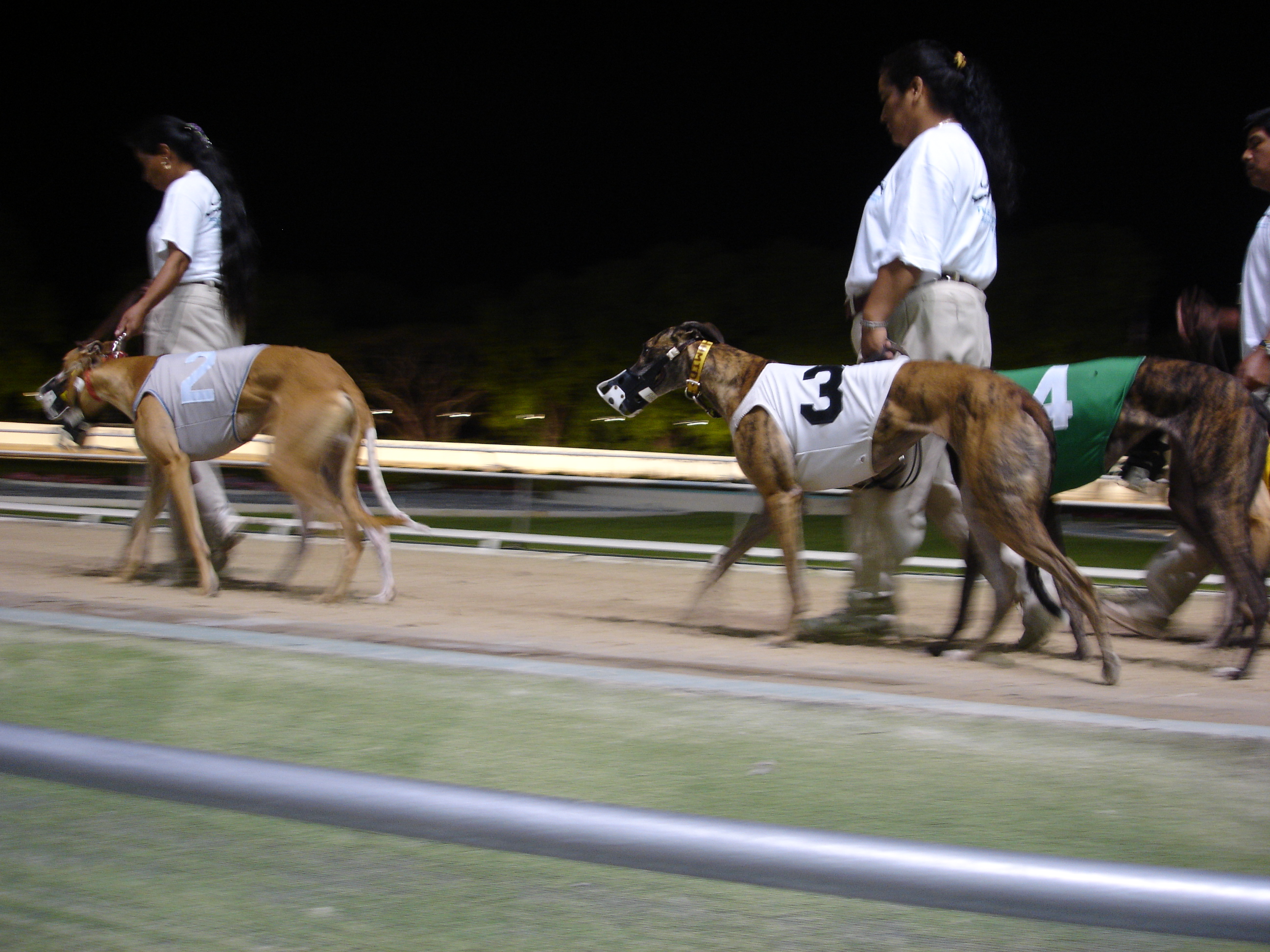
Owlerton Stadium
（イギリスのドッグレース場）

ドッグレース (Dog race、Dog racing) とは、犬を競走させて楽しむ娯楽イベント。一様犬たちの競走でスポーツ（アニマルスポーツ）とされている所もある。

## 概要
ギャンブル目的として、最速の犬種とされるグレイハウンドを用いたレースである。イギリスやオーストラリアなどの英連邦やアメリカを中心に開催されている。
マカオにおける開催（マカオドッグレースクラブ）が有名であったが、2018年6月30日に最後のレースが行われ、同年7月21日をもって廃止された。
テーマパークなどで賭博を伴わないレースイベントが行われることもある。
また、人と犬で行う犬ぞりレースもある。

## ギャンブルとしてのドッグレース

### レース内容
1周400m程度のトラックコースの内柵のレールに、兎に似せた小動物のダミーを走らせ、それを犬が追いかける事で競走を行い、上位に入線した犬に賭けた人に、配当金を支払う。賭式の種類は、競馬と同様に、1着を当てる単勝式や、1･2着を当てる連勝式、1着〜3着までを当てる3連勝式などがある。
イギリスやオーストラリアでは、ブックメーカーによる犬券の発売が一般的である。
ドッグレースを専門に取り扱う専門紙（新聞）もあり、出走する犬のこれまでの競走成績や調教の状況、最近発症した怪我の内容や治療状況などとともに、専門家による予想も記載されている。

### 競走
レース距離は、コースを1周するものや、半周のみの場合が殆どである。1レースに出走する犬は6匹前後で、能力によってクラス分けされており、出走犬の能力に応じて重量によるハンデが付けられる。
出走準備が整った犬は、係員によってゲートまで連れて行かれ、箱状のゲートに入れられる。ダミーがゲート付近を通過するのに合わせて、係員がゲートを引き上げて競走がスタートする。
レース終了後は、コース上に柵が準備されて犬が暴走しない様にしており、係員に捕まえられた犬は、トレーナーの元に戻されて、レースを終了する。
賞金は、マカオのドッグレースを例にすると、1着賞金は1540〜3300マカオ・パタカで、4着（一律100マカオ･パタカ）まで賞金が出た。

### 犬
前述のとおり、競走に使用される犬種はグレイハウンドやウィペット種で、生後2年程度経った犬に対してトレーナー（調教師）により調教が開始され、準備の整った犬より出走を開始する。数年間競走生活を送って引退し、成績優秀な犬は繁殖犬となる。一方、競走成績の良くない犬は、途中で見切りを付けられ、引退する事が多い。
競走馬同様に血統が重視されているが、競走馬と違って1回の出産で数匹の仔犬を出産する事から、同年齢の兄弟犬が同じ競走で出走する事もある。出走間隔は、故障が無ければ1週間に1回程度出走する事が多い。
一方、かなりの速度で走る事から、脚に怪我を負う犬も多く、重症の場合、予後不良として安楽措置（マカオの場合、「人道毀滅」と書かれる）がとられる場合や、引退を余儀なくされる犬も多い。
引退後の犬の処遇については、動物愛護上の問題をめぐって議論があり、かつては人気のギャンブルだったアメリカでは43の州で禁止されたことに加え、嗜好の多様化により客足が遠のいたことで、ドッグレース自体が衰退しつつあるという。

### トレーナー
犬のトレーナーは、競馬における調教師同様、犬主より犬を預かり、自らの厩舎で調教を重ねて出走させる。犬主と調教師が同一の場合もあり、競走終了後のドッグレース場の外では、自家用車に犬を載せて帰宅する光景もみる事が出来る。

### 日本におけるドッグレース
日本では、第二次世界大戦後の一時期、開催を目指す動きがあり、GHQは靖国神社を廃止し、その跡地の一部にドッグレース場等を設置しようという構想を掲げたが、ローマ教皇庁のブルーノ・ビッターの意見で靖国神社は残され、その構想は立ち消えとなった。また、国会に畜犬競技法案が提出され審議が行われたが、成立には至らなかったため、日本国内で公認のギャンブルを伴うレースが開催されたことはない。
1951年2月18日、北海道札幌市中島球場で、北海道観光ドッグ・レース協会の主催により犬ぞりを使った犬ぞりレースが行われた。1枚20円でイヌ券が発売されたが、払戻金ではなくスポンサーからの商品券で返す仕組みとなっていた。

### 海外におけるドッグレース

#### 中華人民共和国
中華人民共和国マカオ特別行政区では、ポルトガル領時代の1931年に逸園賽狗場が設けられ、グレイハウンド種の犬によるドッグレースが行われていたが、返還後の2018年6月30日限りで開催を終了、7月21日付で正式に廃止された。なおマカオではその後、競馬も廃止され、カジノ以外の公営ギャンブルがすべて消滅した。

#### オーストラリア
Greyhounds Australasia は 1937 年に (オーストラリアおよびニュージーランドのグレイハウンド協会として) 設立され、グレイハウンドの福祉と生活条件を規制するオーストラリアの州とニュージーランドの統治機関で構成されている。

#### アイルランド
グレイハウンド レースはアイルランドで人気のある産業であり、トラックの大部分は商業半国家機関であり、農林水産省のRásaiocht Con Éireann (GRI)の管理下にある。英国でレースをするグレイハウンドの大部分は、アイルランドのブリーダーから輸入されたものである (推定 90%)。グレイハウンド業界では、北アイルランドのトラックはアイリッシュ グレイハウンド レースのカテゴリーと見なされており、その結果は IGB によって公開されている。彼らは英国のグレイハウンド委員会の管理下にはない。

#### ニュージーランド
ニュージーランドのドッグレースは、2003 年ドッグレース法に従って、ニュージーランドドッグレース委員会 (NZRB) によって管理されている。

#### イギリス
英国でのグレイハウンド レースは、英国のグレイハウンド委員会によって規制され、英国認定サービスによって認定されている。

#### アメリカ合衆国
アメリカン レーシング グレイハウンドの耳のタトゥー。耳の入れ墨は、レースのキャリアの中で犬の識別に使用される。
主な記事:米国でのグレイハウンド レース
米国では、グレイハウンド レースは州または地方の法律によって管理されている。グレイハウンドのケアは、全米ドッグレース委員会協会とアメリカン グレイハウンド カウンシル (AGC) によって規制されている。AGC は全米グレイハウンド協会が共同で運営している。

#### その他の国
メキシコにはティフアナのカリエンテ・ヒポドロームというグレイハウンドドッグレース場があった。1947年から開始され、2024年7月14日に廃止された。
ベトナムでは、ラムソン競馬場を所有していた会社がラムドン省に新しい馬とグレイハウンドのドッグレース場を建設中である。
中国のマカオに約90年間グレイハウンドレースを実施していたカニドロームにグレイハウンドドッグレース場があったが、2018年にレースを廃止した。